# Codre
Codre, en llatí Codrus, fou un poeta romà contemporani de Virgili, que el va ridiculitzar per la seva vanitat. Un poeta anomenat Codrus que va escriure la tragèdia Theseus, segons Juvenal, era segurament el mateix personatge.
Alguns crítics creuen que en realitat Codre era un nom fictici, i que els autors romans l'aplicaven als poetastres que anaven molestant als ciutadans llegint-los-hi les seves produccions.